# Аппер, Николя
Николя́ Франсу́а Аппе́р (фр. Nicolas Appert; 17 ноября 1749, Шалон-ан-Шампань — 1 июня 1841, Масси (фр.)) — французский кондитер, изобретатель консервов.
Изобретение Аппера пришло на смену привычным в те годы способам хранения продуктов — вялению и солению. В 2009 году этому изобретению исполнилось ровно 200 лет, поскольку именно в 1809 году Аппер, после проведения нескольких опытов, направил в адрес министра внутренних дел Франции письмо, в котором предложил новый способ — консервирование. В 1810 году Николя Аппер получил награду за изобретение лично из рук Наполеона Бонапарта.
В городе, где умер изобретатель, ему был установлен бронзовый бюст.

## Апперовы консервы
В конце XIX — начале XX века «Энциклопедический словарь Брокгауза и Ефрона» так описывал изобретение Николя Франсуа Аппера:

«Аппер рекомендует для сохранения мясных и растительных припасов положить приготовленные припасы в белые жестянки, герметически закрыть их и кипятить в соленой воде от 1/2 часа до 4 ч., смотря по величине жестянки, и, нагрев несколько более 100° Ц., оставить их в таком виде сохраняться. Этот способ был изобретен Франсуа Аппером в 1804 г.; в 1809 г. он представил его в Общество поощрения искусств в Париже, где для исследования назначили особую комиссию. Произведенные опыты доказали, что в течение 8 месяцев прекрасно сохранились: мясо с подливкой, крепкий бульон, молоко, зелёный горошек, бобы, вишни, абрикосы. Французское правительство назначило изобретателю 12000 фр. в награду с условием, чтобы он подробно разработал и напечатал свой метод. В 1810 г. вышло сочинение: „L’art de conserver toutes les substances animales et végétales“ (5 изд., Париж, 1834). Многие пробовали несколько изменить прием Аппера, между прочим, Джонес, вставлявший в жестянки металлические трубки, соединяя их с безвоздушным пространством, куда вытягивается воздух из жестянок, пока они кипят; преимущество этого способа в том, что можно меньше кипятить мясо, отчего оно вкуснее; но при меньшем кипении консервы сохраняются хуже, и потому польза приема Джонеса очень сомнительна. Дальнейшие опыты показали преимущества консервов Аппера, очень распространенных в морских путешествиях и даже в домашнем хозяйстве, где особенно много употребляют мясные консервы. Прием А. основывается на уничтожении зародышей гниения, бактерий и т. п. организмов. До тех пор думали, что кислород спертого воздуха причинял порчу консервов, а что продолжительное кипение и влияние органического вещества обращали его в угольную кислоту — воззрение неправильное. Долгое кипение необходимо для уничтожения бактерий, и потому чем больше масса сохраняемых веществ, тем дольше их следует кипятить».